# 月河 (歌曲)
《月河》（Moon River），1961年由強尼·莫瑟作詞，亨利·曼西尼作曲的歌曲。該曲出自奧黛麗·赫本主演的電影《第凡內早餐》，並榮獲奧斯卡最佳歌曲奬、葛萊美獎年度歌曲和葛萊美獎年度製作，皆由亨利·曼西尼領取。該曲之成功意味著曼西尼作曲生涯的再出發：因1950年代中期搖滾樂取代爵士標準曲成為當代流行音樂而陷入困頓之中。
最初，墨瑟與曼西尼作了這首歌曲以配合女主角赫本有限的歌喉音域（赫本既非熟練，亦非正式歌手）。《月河》一曲由赫本演唱：該片段中，乔治·佩帕德（George Peppard）飾演的角色保羅·「弗瑞德」·馬傑（Paul 'Fred' Varjak）發現荷莉·葛萊莉（Holly Golightly，赫本飾演）坐在公寓外的火災逃生梯旁手彈吉他，吟唱該曲。
雖然原版電影配樂專輯《第凡內早餐》已發行，但未收錄赫本的原創版本。相反的，一張由曼西尼與他的合唱團灌錄的專輯版本中倒是將此演唱作單曲並成為熱門音樂40名榜主打歌曲。
接著，它由南非歌手丹尼·威廉斯（Danny Williams）演唱，並成為英國音樂榜第一名歌曲。之後不久，安迪·威廉斯（Andy Williams）使該曲成為熱門主打歌（也幾乎成為他個人的招牌歌曲）。其它許多音樂創作者，如法蘭克·辛那屈（Frank Sinatra）、阿富汗輝格黨（The Afghan Whigs）、莫里西（Morrissey）、REM合唱團（REM）、維多利亞·威廉斯（Victoria Williams）以及天真純情樂團（The Innocence Mission）也相繼翻唱該曲。1993年奧黛麗·赫本去世後幾個月，原創版本終於被發行作一張專輯。除了兩位威廉斯成功的演唱版本外，赫本的簡樸版本被視為終極演唱版本。
美國喬治亞州賽凡那附近的一個入口小鎮，亨利·曼西尼的出生地，也改名作「月河」以紀念這首歌曲。後來威廉斯也以該曲作為他位在密蘇里州布蘭森的製作公司之名。
2009年，香港歌手方大同在翻唱专辑《可拉思刻》中也翻唱了这首歌曲。
2014年，該首歌在遊戲《魔兵驚天錄2》裡採用為遊戲主題曲，由Keeley Bumford翻唱。
2019年，英國音樂家雅各·科里爾（Jacob Collier）將這首歌重新編曲，並與酷玩樂團主唱克里斯·馬汀、作曲家昆西·瓊斯、漢斯·季默、說唱歌手Ty Dolla $ign等人合作，改編為阿卡貝拉的版本。這個版本於翌年的第62屆葛萊美獎上獲得最佳器樂或無伴奏合唱編排的獎項。

## 軼事
- 電影裡，荷莉與保羅操作一家一角五分商店的小型購物升降梯，偷了一對塑膠萬聖節面具。巧合的是，保羅戴的是卡通人物哈克狗（Huckleberry Hound）的面具，Huckleberry也是湯姆歷險記裡湯姆的貧窮朋友哈克伯里.芬恩，與huckleberry friend諧音，而這是歌曲中「我的越橘朋友」（my huckleberry friend）的由來。
- 曼西尼常提到一個突發的幕後故事：當製片廠老闆們要求自電影中刪除這首歌曲時，曼西尼與其他人形容赫本的反應不同程度的提到她所說的話：「除非从我的尸体上踩过」（over my dead body）或是更富文采的語言而表達相同的觀點。
- 珍妮佛·樂芙·休伊（Jennifer Love Hewitt）在傳記電視電影《奧黛麗赫本傳》（The Audrey Hepburn Story）演唱該曲，片中她飾演女主角，而休伊本身也是位職業歌手。
- 該曲被幽默的運用在1985年電影《充氣警察（英语：Fletch (film)）》（Fletch）：切維·切斯（Chevy Chase）飾演的主角開始演唱該曲當他正接受直腸檢查時。
- 該曲出現在影集《凡人琐事》（Family Matters）的某一集裡：當臀部中彈後，史蒂夫·烏克爾在醫院裡收到卡爾·威索（Carl Winslow）的信，而為他演唱此曲。
- 加拿大唱盤主義者奇德·科瓦拉（Kid Koala）曾表演過一首混音版《月河》作為他過去兩年樂組的一部分。其中一場表演的錄影珍藏在英國廣播公司蒐藏網站 （页面存档备份，存于）。
- 安迪·威廉斯演唱版本兩次出現在影集《慾望城市》（Sex in the City）第四季最後一集《I Heart NY》中：凱莉（Carrie Bradshaw）與大人物在他的公寓裡隨該曲跳慢舞，並在該集尾聲時重播一遍。此曲也出收錄在《慾望城市》官方原聲帶裡。
- 一首電梯音樂版本出現在2002年電影《關鍵報告》（Minority Report）中。
- 在佩德羅·阿莫多瓦（Pedro Almodóvar）指導的2004年電影《壞教慾》（La Mala educación）中，主角在主要劇情裡拿吉他伴唱該曲，演唱的歌詞是西班牙語。
- 該曲出現在日本動畫《蜂蜜與四葉草》中，這是原田理花打來時真山巧手機的專用鈴聲。森田忍也曾在兩次事件中模仿該曲調。
- 莉玆·卡洛薇（Liz Callaway）在她根據1960年代創作的專輯《The Beat Goes On》中演唱該曲。

## 外部連結
- 月河的歌詞與赫本演唱版本 （页面存档备份，存于）